# 버니 에클스턴
버나드 찰스 에클스턴(영어: Bernard Charles Ecclestone, 1930년 10월 28일 ~ )은 영국의 전직 비즈니스 거물이다. 그는 포뮬러 원 자동차 경주를 관리하고 포뮬러 원 스포츠에 대한 상업적 권리를 통제하는 포뮬러 원 그룹의 전 최고 경영자이다. 이처럼 그는 언론에서 흔히 'F1 슈프리모'로 묘사되었다.
에클스턴은 레이싱 드라이버로서 경력을 시작했고 1958년 시즌 동안 두 번의 그랑프리 경주에 참가했지만 두 번 모두 출전 자격을 얻지 못했다. 그 후, 그는 드라이버 스튜어트 루이스 에반스와 조헨 린트의 매니저가 되었다. 1972년, 그는 15년 동안 운영했던 브래햄 팀을 인수했다. 팀 소유주로서 그는 포뮬러 원 제조사 협회를 공동설립했다.
1970년대 후반에 선구적으로 텔레비전 판권을 팔면서 성장한 그의 스포츠에 대한 통제는 주로 재정적이었다; 콩코르드 협정 조건에서 에클스턴과 그의 회사들은 또한 각 그랑프리의 관리, 설정 및 물류를 통제했고 따라서 그는 영국에서 가장 부유한 사람 중 한 명이 되었다. 에클스턴은 2017년에 체이스 캐리에 의해 포뮬러 원 그룹의 최고 경영자로 대체되었다. 그는 그 후 명예 회장으로 임명되었고 이사회의 고문으로 활동했다.
에클스턴과 플라비오 브리아토레는 2007년에서 2011년 사이에 잉글랜드 축구 클럽 퀸즈 파크 레인저스를 소유하기도 했다.
2023년 10월, 에클스턴은 허위 대리에 의한 조세 사기 혐의로 유죄 판결을 받아 HM 수입세와 관세로 거의 6억 5300만 파운드를 납부해야 했다. 징역 17개월에 집행유예 2년을 선고받았다.